# 비만세포 백혈병
비만세포 백혈병(mast cell leukemia)은 급성 골수성 백혈병의 극히 공격적인 아형으로, 대부분 새로 발생하지만 (de novo) 드물게는 만성 골수성 백혈병이 더 공격적인 급성 골수성 백혈병으로 전환되면서 발생할 수 있다. 소수의 경우에서는 급성 비만세포 백혈병이 전신 비만세포증의 보다 진행된 형태로서 발생하기도 한다. 세계보건기구(WHO) 진단 기준에 따르면, 급성 비만세포 백혈병을 진단하기 위해서는 악성 비만세포가 골수에서는 전체 혈구의 20% 이상, 혈액에서는 10% 이상 존재해야 한다. 비만세포가 전체 혈구의 10%보다 적게 존재하는 경우 "무백혈성"(aleukemic) 비만세포 백혈병이라고 한다.

## 증상 및 징후
급성 비만세포 백혈병은 급속히 진행하는 질환으로 백혈성 비만세포가 혈액과 골수에 다수 존재한다. 흔한 증상과 징후로는 발열, 두통, 얼굴과 몸통의 발적이 있다. 피부에 비만세포가 침윤되어 나타나는 전형적인 색소두드러기는 비만세포 백혈병 진단 전후에 대개 관찰되지 않는다. 나타날 수 있는 다른 증상에는 복통, 뼈통증, 소화성 궤양 등이 있고 이러한 증상은 급성 골수성 백혈병의 다른 아형들에서 더 잘 나타난다. 앞의 증상들은 악성 비만세포에서 히스타민이 분비되기 때문에 발생한다. 간과 비장이 커지는 간비종대도 특징적이다. 또한 비만세포는 헤파린과 같은 항응고 물질을 분비하기 때문에 심각한 출혈로도 이어질 수 있다. 간과 비장의 기능 이상 역시 출혈 발생에 기여할 수 있다. 뼈에 영향을 미치는 경우 골다공증도 발생할 수 있다. 복부 초음파 검사나 CT 스캔을 이용하여 간비종대와 림프절병증을 확인한다. 단순 X선 촬영과 골밀도측정은 뼈의 검사와 골다공증 유무 확인을 위해 시행 가능하다. 장에 문제가 있다고 의심될 경우 내시경이나 생검이 유용할 수 있다.

## 진단

### 세포화학
비만세포 백혈병의 세포화학적 특성은 비만세포에서 유래한 전형적인 특성이어야 한다. 그 예시로는 알파 나프틸 클로로아세트산 에스터레이스로는 염색되지만 퍼옥시데이스로는 염색되지 않는 이염색성의 과립이 있다. 비만세포 트립테이스는 비만세포 과립에 들어 있는 효소이다. 이때 비만세포의 수는 트립테이스 면역염색으로 가장 잘 추정할 수 있는데, 과립이 아주 적은 비만세포는 알파 나프틸 클로로아세트산 에스터레이스로는 매우 미약하게 염색될 수 있기 때문이다.

### 종양 표지자
백혈성 세포들은 CD13, CD33, CD68, CD117에 아주 강한 양성을 보인다. 특징적으로 호염기구 표지자(CD11b, CD123)와 단핵구 표지자(CD14, CD15)는 나타나지 않는다. 대부분 CD2와 CD25는 발현한다. 악성 비만세포는 항세포사멸 유전자인 bcl-2를 과잉발현한다. 한편 KIT 돌연변이가 대부분의 환자에서 발견된다.

### 생화학
총 혈청 트립테이스(알파 트립테이스 + 베타 트립테이스)가 비만세포 백혈병에서 올라간다. 정상적인 총 혈청 트립테이스는 대략 6 μg/L, 범위는 0 ~ 11 μg/L이다. 비만세포 백혈병의 특징적인 소견은 총 혈청 트립테이스 수치가 수백 μg/L로 측정되는 것이다. 한편 혈장과 소변의 히스타민 농도가 비만세포 백혈병에서 흔히 올라간다. 히스티딘 탈탄산효소(HDC)는 히스티딘에서 히스타민이 만들어지는 반응을 촉매하는 효소이다. 비만세포 백혈병 진단 시 골수의 히스티딘 탈탄산효소 측정은 아주 민감한 비만세포 표지자가 된다.

## 치료
면역글로불린 E(IgE)가 비만세포 기능에 있어 가장 중요하다. 양에서 배양한 항-IgE 면역글로불린을 이용하여 면역요법을 시행했을 때, 비만세포 백혈병 환자 1명에서 순환 비만세포의 수를 일시적으로 낮추는 효과가 있었다. 비장절제술을 실시하면 비만세포 백혈병 환자에서 빠른 치료 반응을 낼 수 있었으나, 치료가 효과적인지에 대한 확실한 결론은 나오지 않았다. 급성 골수성 백혈병과 마찬가지로 사이토신 아라비노시드와 이다루비신, 다우노마이신, 미톡산트론을 병합하여 화학요법을 시행하기도 한다. 줄기세포 이식은 치료에서 한 선택지가 되지만, 치료 반응과 성과에 있어 제대로 연구가 이루어지지 않았다.

## 예후
급성 비만세포 백혈병은 극히 공격적인 암으로 예후가 나쁘다. 대부분 골수 부전을 포함한 다발성 장기 부전이 수 주 내지 수 개월 만에 발생한다. 진단 후 중앙생존기간은 6개월 정도에 불과하다.